# جورج جونستون (ضابط)
جورج جونستون (بالإنجليزية: George Johnston)‏ هو ضابط جنوب أفريقي، ولد في 24 أكتوبر 1868 في East Melbourne ‏ في أستراليا، وتوفي في 23 مايو 1949 في ملبورن في أستراليا.